# Theridion aporum
Theridion aporum är en spindelart som beskrevs av Claude Lévi 1963. Theridion aporum ingår i släktet Theridion och familjen klotspindlar. Inga underarter finns listade i Catalogue of Life.